# ماغناك لافال
ماغناك لافال (بالفرنسية: Magnac-Laval)‏ هي بلدية في مقاطعة فيين العليا في منطقة أقطانية الجديدة غرب وسط فرنسا.